# HD37519
HD37519 — хімічно пекулярна зоря спектрального класу B8, що має видиму зоряну величину в смузі V приблизно 6,0. Вона  розташована на відстані близько 502,6 світлових років від Сонця.

## Пекулярний хімічний вміст
Зоряна атмосфера HD37519 має підвищений вміст ртуті.